# La Maison de l'ange
Pour plus de détails, voir Fiche technique et Distribution.
La Maison de l'ange (titre original : La casa del ángel) est un film argentin réalisé par Leopoldo Torre Nilsson et sorti en 1957.

## Synopsis
Buenos Aires, années 1920. Une adolescente, Ana, est élevée dans le contexte d'une éducation religieuse rigoriste. Une telle atmosphère aggrave ses frustrations et son insatisfaction. Son père milite dans un parti politique aux côtés d'un jeune député cherchant à étouffer un scandale financier, dans lequel son père, alors ministre, pourrait être impliqué. D'un autre côté, il profite de la confiance familiale et de son ascendant sur Ana pour violer la jeune fille...

## Fiche technique
- Titre du film : La Maison de l'ange
- Titre original : La casa del ángel
- Réalisation : Leopoldo Torre Nilsson
- Scénario : L. Torre Nilsson, Martin Rodríguez Mentasti d'après le roman éponyme de Beatriz Guido
- Photographie : Anibal González Paz - Noir et blanc
- Musique : Juan Carlos Paz, Juan Ehlert
- Décors : Emilio Rodríguez Mentasti
- Montage : Jorge Gárate
- Production : Argentina Sono Film
- Durée : 76 minutes
- Pays d'origine :  Argentine
- Sortie : 11 juillet 1957 en Argentine
- Genre : Film dramatique

## Distribution

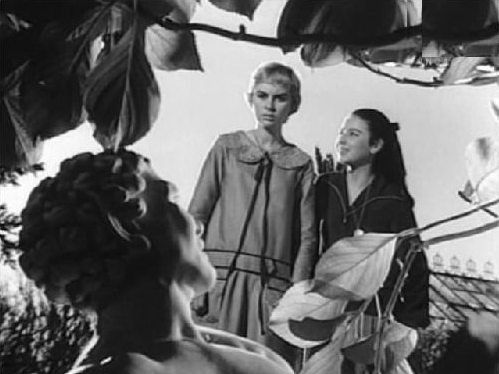
Elsa Daniel et Bárbara Mujica dans La Maison de l'ange

- Elsa Daniel (es) : Ana
- Lautaro Murúa : Pablo Aguirre
- Bárbara Mujica : Vicenta
- Guillermo Battaglia : Castro
- Yordana Fain : Nana
- Lily Gacel : Julietta
- Alejandro Rey : Julian
- Berta Ortegosa : Mme Castro

## Distinctions
Le film a été présenté en sélection officielle en compétition au Festival de Cannes 1957.

## Commentaire
Huitième film de Leopoldo Torre Nilsson et première collaboration du réalisateur avec la romancière Beatriz Guido, La casa del ángel est le film qui le fit connaître mondialement (Il a été présenté au Festival de Cannes). Mais, il s'impose aussi comme la première œuvre maîtresse du réalisateur argentin. « Plus qu'à ses idées, aujourd'hui banales, [...] c'est à ses recherches plastiques que le film doit de conserver un intérêt. En particulier l'usage stylisé très contrasté, très irréaliste du noir et blanc donne beaucoup de force à ce baroquisme de la frustration », concept qu'ont employé certains critiques à propos du film.
« La casa del ángel est une œuvre novatrice dans tous ses aspects : [...] les positions étranges de la caméra, toujours si justes et imprévisibles, les cadrages brutalement angulaires et en contre-plongée, fragmentés non seulement par leurs limites propres, mais encore par les clairs-obscurs internes d'un éclairage des plus audacieux, le vertige de ces travellings en très gros plans ou en insert sur des objets ; le non moins étrange ton de l'interprétation d'Elsa Daniel et sa révélation comme nouveau canon de beauté féminin, ange ou démon, belle et sinistre à la fois ; le pouvoir suggestif de la musique atonale de Carlos Paz à laquelle s'ajoute l'insistante voix off qui nous submerge encore et encore dans la solitude et le désespoir des personnages », tout cela ne cesse d'habiter les souvenirs du spectateur. « En ce qui concerne le couple principal, leur culte du secret viendra relayer - et éterniser  - le caractère incomplet et avorté de leur relation amoureuse. » À ce constat plein de gravité, Torre Nilsson n'exclut nullement une teinte d'humour voilée, propre à la nature argentine, nous dit également Jacques Lourcelles.

## La Maison de l'angeet ses personnages
Leopoldo Torre Nilsson conte l'histoire d'Ana, jeune fille naïve et sincère, évoluant dans le monde compassée et hypocrite de la haute bourgeoisie argentine. « Entre un père, sabreur qui se nourrit de duels, et une mère fanatique qui lui interdit de se baigner nue, aplatit sa poitrine sous de raides guimpes, [...] Ana croit, en rêvant à l'homme, commettre le plus abominable des péchés. » « Son père est momifié dans l'honneur et la tradition. Sa mère symbolise les préjugés de caste », écrit Raymond Borde. Ana devient amoureuse d'un député libéral, Pablo Aguirre qui « se débat entre ce qu'il nomme "sa vie négative" faite des plus détestables compromissions, et un idéal politique qui l'aide à vivre. » Ce politicien est « lui aussi un truqueur, un complice de l'ordre établi qui lui a donné rang et fortune. Ana se laisse violer au comble du désir, au comble de la crainte. Excitée et croyante, elle a trop cru au catéchisme pour avoir la force d'être une femme heureuse. Pitoyable victime [...] elle sera marquée pour la vie par la sinistre comédie de l'éducation bourgeoise, par le guignol du péché. »